# 미와정 (효고현)
미와정(三輪町)은 효고현 아리마군에 있던 정이다. 현재의 야부시 북서단에 해당한다.

## 역사
- 1889년 4월 1일 - 정촌제 시행에 의해 11촌의 구역을 가지고 미와촌이 성립하였다.
- 1921년 4월 1일 - 정으로 승격해 미와정이 되었다.
- 1956년 9월 30일 - 구 산다정, 히로노촌, 오노촌, 다카히라촌과 합병해 새로운 산다정이 성립, 동일 미와정은 폐지되었다.

## 교통

### 철도
- 일본국유철도
  - 후쿠치야마선

### 도로
- 국도 제176호선

## 참고문헌
- 角川日本地名大辞典 28 兵庫県